# Natalia Rosminati
Natalia Elsa Rosminati (Buenos Aires, 1980) es una actriz y locutora argentina. Ha realizado doblaje al español neutro desde 2001, dando también cursos de doblaje y castellano neutro. Como locutora realiza comerciales para radio y televisión, siendo voz representativa en varios comerciales de marcas como Pampers, Head & Shoulders, Lórea'l, Pond's, Bimbo, Knorr, Drive, Coca-Cola, entre otros, también ha sido voz institucional para los canales Nickelodeon y MTV.

## Filmografía

### Anime
- Arjuna - Sayuri
- Sonic X (doblaje argentino) - Chris
- Ninja Hattori - Kenichi y Yumeko
- Geneshaft - Tiki Musicanova
- YAT - Kanea Marigold/ Divina Maritela Marinera

### Series animadas
- Domo - Jii-chan
- Los Algos - Fania
- Charlie y Lola (doblaje argentino) - Marv
- Pecezuelos - Doris Puerta Suelos (un ep.)
- Pucca - Kua
- The Boondocks - Huey Freeman (Cap 2 y 3 De la primera temporada)
- Equipo Umizoomi - Milli
- Sit Down, Shut Up - Miracle Crone
- El payaso Plim Plim: Un héroe del corazón - Plim Plim y Nesho (versión final)
- Como hermanos - Hortensia
- Doctora Juguetes - Dottie "Doc" McStuffins

### Películas
Dina Meyer
- Peligrosa tentación (2008) - Sara
- Mentiras en la red (2008) - Beth Wyatt

Anne Hathaway
- Passangers (2008) - Claire
- El casamiento de Raquel (2008) - Kym

Meg Ryan
- El nuevo novio de mi mamá (2008) - Martha Durand
- The Doors (1991) (redoblaje) - Pamela Courson

Neve Campbell
- Scream 4 (redoblaje) - Sydney Prescott
- Scream (redoblaje) - Sydney Prescott
- Blind Horizon - Chloe Richards

Danica McKellar
- Mamá detective I - Maddie Monroe
- Mamá detective II - Maddie Monroe

Eliza Dushku
- The Alfabeth Killer - Megan Paige
- Sex and Breakfast - Renee

Alyson Michalka
- Peligrosa compañía - Tracy Morgan
- Se dice de mi.. - Rhiannon

Cameron Diaz
- What to Expect When You're Expecting (2012) - Jules
- Bad Teacher (2011) - Elizabeth Halsey

Otros papeles:
- About Last Night... - Debbie (Demi Moore)
- A Good Woman - Meg Windermere (Scarlett Johansson)
- La secretaria - Lee Holloway (Maggie Gyllenhaal)
- Penelope (doblaje argentino) - Annie (Reese Witherspoon)
- La laguna azul (redoblaje) - Emily (Brooke Shields)
- Drácula (redoblaje) - Mina (Winona Ryder)
- Un asesino en la escuela - Srta. Macintire (Janina Anderson)
- Asesinato en la frontera - Abbey Morgan (Brooke Burns)
- Depredadores (doblaje argentino) - Isabelle (Alice Braga)
- Laberinto (redoblaje 2009) - Sarah Williams (Jennifer Connelly)
- El cazarrecompensas (The Bounty Hunter) (2010) - Nicole Hurley (Jennifer Aniston)
- Mozart and the Whale - Isabelle
- ¿...Y dónde están los Morgan? - Meryl Morgan (Sarah Jessica Parker)
- Pixelada perfecta - Samantha
- Diario de una adolescente - Lindsey
- Gone - Dra. Mira Anders (Susan Hess)
- El poeta - Rachel (Nina Dobrev)
- Los hombres que no amaban a las mujeres - Erika Berger (Lena Endre)
- Tierra de zombies - Little Rock (Abigail Breslin)
- Cómo perder a tus amigos - Alison Olsen (Kirsten Dunst)
- Alex Rider: Operation Stormbreaker - Jack Starbright (Alicia Silverstone)
- Blonde Ambition - Haley (Rachael Leigh Cook)
- Chloe - Julie (Mishu Vellani)
- The Jensen Proyect - Giny (Mylène Dinh-Robic)
- Last Legion - Romulo (Thomas Brodie-Sangster)
- Diamond Dogs - Anika (Nan Yu)
- Micmacs à tire-larigot - Mujer Plástica (Julie Ferrier)
- Bright Star - Fanny Brawne (Abbie Cornish)
- Center Stage - Jody Sawyer (Amanda Schull)
- Resurrection Mary - Mary (Pamela Noble)
- Taking a Chance on Love - Christine (Katie Boland)
- Crimes of the Past - Josephine Sparrow (Elisabeth Röhm)
- Catacumbas - Victoria (Shannyn Sossamon)
- Bugg off - Tyler (Andrew Fugate)
- La última estación - Sasha Tolstoy (Anne-Marie Duff)
- Ballet Shoes - Pauline (Emma Watson)
- A Perfect Gateway - Gina (Kiele Sanchez)
- Kramer vs. Kramer (redoblaje) - Billy Kramer (Justin Henry)
- El último gran mago - Benji McGarvie (Saorise Ronan)
- Saawariya - Sakina (Sonam Kapoor)
- Sex and Lies in Sincity - Sandy Murphy (Mena Suvari)
- Mariken - Mariken (Laurien Van den Broeck)
- Personal Sergeant - Jenny Manetta (Celine Marget)
- Diario de una mujer negra enfadada - Lisa Marcos (Brenda)
- Las Fabulosas Cinco: El Escándalo de las Porristas de Texas - Megan Harper
- High School Musical 2 - Voces adicionales
- Crank 2: Alto Volataje - Psicóloga

### Películas animadas
- Gake no ue no Ponyo - Kumiko
- Colorin Colorado - Cenicienta
- Los Exploradores del Cielo - Towa Sasakura
- El patito feo y yo - Daphne
- Gnomos y trolls - Junior
- El deseo de Anabelle - Anabelle
- Garfield: Fuerza de mascotas - Arlene
- Gaturro - Gatalina
- La princesa encantada: Una Navidad mágica - Princesa Odette

### Series de TV
- Los ángeles de Charlie (2011) - Abby Sampson (Rachael Taylor)
- State of Georgia - Georgia Chamberlain (Raven-Symoné)
- Power Rangers S.P.D. - Sidney (S.P.D. Ranger Rosa)
- The Listener - Charlie Marks (Lisa Marcos)
- True Jackson - Pinky Turzo (Jennette McCurdy)
- Celular (On s'appelle) - Aude
- Adolescente por naturaleza - Margaret Browning-Levesque
- Los Tudor (2ª temporada) - Anna Bolena
- The Troop - Eris Fairy (Victoria Justice)
- Monster Warriors - Tabby
- Ugly Betty - Gina Gambarro (Ava Gaudet)
- Cyberchase - Bianca
- Justified - Ava
- Breaking Bad - Marie Schrader (Betsy Brandt)
- Vanidad y Embarazo - Louise Redknapp
- The Killing - Detective Sarah Linden
- Necessary Roughness - Dani Santino
- Jessie - Christina Ross
- My almost famous family - Aretha
- Hatfield y McCoy - Levicy Hatfields
- Chicas de oficina - Shen Xing Ren

### Series reality
- Clean Sweep - Tava Simley
- While You Were Out - Anna Bocci
- Trading Spaces - Paige Davis
- Ten Years Younger Australia - Sonia Kruger
- Vacation Challenge - Erica Sheaffer
- Historia de un bebé - Narradora
- Desafiando el color - Jane Lockhart
- ¡No te lo pongas! - Carmindy
- Look for less - Rebecca Taylor

### Obras teatrales
- Los padrinos mágicos en vivo (show latinoamericano) - Timmy, Wanda, Sra. Turner, Vicky y AJ (voces cantantes)
- Backyardigans Live! Los caballeros son fuertes y valientes - Tyrone y Austin (voces cantantes)
- Backyardigans Live! Escape de la Aldea Mágica - Tyrone y Austin (voces cantantes)
- Yo Gabba Gabba - Foofa
- Doki y sus amigos - Anabella
- Cartoonival - Mac (de la Mansión Foster)
- Lazy Town - Señora Bessie (versión Puerto Rico)
- Ben 10 - Voces adicionales